# Filtre de Bessel
Els filtres de Bessel són un tipus de filtre electrònic. Són usats sovint en aplicacions d'àudio per la seva linealitat.
En electrònica i procés del senyal, un filtre Bessel és un tipus de filtre lineal amb un retard de grup màximament pla (màxima resposta lineal de fase). Els filtres Bessel són usats en sistemes d'encreuament d'audio. La versió analògica es caracteritza per un retard de grup constant al llarg de la banda passant, preservant la forma de l'ona dels senyals filtrats a la banda passant.

## Història
S'anomenen així en honor de l'astrònom i matemàtic Friedrich Bessel. Pel seu disseny es fan servir els coeficients dels  polinomis de Bessel.

## Descripció
Són filtres que únicament tenen pols. Estan dissenyats per tenir una fase lineal en les bandes passants, de manera que no distorsionen els senyals, en canvi tenen una major zona de transició entre les bandes passants i no passants.
Quan aquests filtres es transformen a digital perden la seva propietat de fase lineal.
La seva resposta en freqüència és:
{\displaystyle H(s)={\frac {1}{\sum _{k=0}^{N}a_{k}\cdot s^{k}}}}
on N és l'ordre del filtre i el denominador és un polinomi de Bessel, els coeficients són:
{\displaystyle a_{k}={\frac {\left(2N-k\right)!}{2^{N-k}\cdot k!\cdot \left(N-k\right)!}}}, con k=0, 1, 2, ..., N